# Side Street (1949)
Side Street ist ein in Schwarzweiß gedrehter US-amerikanischer Film noir von Anthony Mann aus dem Jahr 1949.

## Handlung
Joe Norson lebt in New York mit seiner schwangeren Frau Ellen bei seinen Schwiegereltern und schlägt sich in New York mit einem Teilzeitjob als Paketbote durch. Als er auf seiner täglichen Route im menschenleeren Büro des Rechtsanwalts Victor Backett vorbeikommt, stiehlt er einen Umschlag, von dem er wegen einer Beobachtung vom Vortrag annimmt, dass sich darin 200 Dollar befinden. Als er ihn an einem sicheren Ort öffnet, findet er darin 30.000 Dollar, die aus der Erpressung von Backetts wohlhabendem Klienten Emil Lorrison stammen, die der Anwalt zusammen mit dem Berufsverbrecher George Carsell und der Prostituierten Lucille Colner inszenierte.
Joe, der nicht weiß, woher das Geld stammt, wird von Panik ergriffen, weil sein Verbrechen unvorhergesehene Dimensionen angenommen hat. Er deponiert das Geldpaket bei dem ihm bekannten Barbesitzer Nick, unter der Behauptung, es handele sich dabei um ein Nachthemd, das er Ellen schenken wolle. Ellen wiederum macht er weis, sein Reichtum stamme aus einem Vorschuss auf einen neuen Job in der Provinz. Zur gleichen Zeit wird der New Yorker Polizei ein Mord gemeldet: Die Leiche Lucille Colners wurde aus dem East River gefischt. In ihrem Appartement findet die Polizei Colners Adressbuch und verhört anschließend die darin notierten Personen, darunter auch Backett.
Nach der Geburt seines Kindes entscheidet sich Joe, dass gestohlene Geld zurückzugeben. Er will das Geldpaket in Nicks Bar abholen, aber dieser hat die Bar zwischenzeitlich verkauft. Der neue Besitzer findet das Paket allerdings in einem Thekenschrank und überlässt es Joe. Als Joe das Päckchen Backett übergeben will vermutet dieser eine Falle der Polizei und verweigert das Angebot. Stattdessen beauftragt er Garsell und dessen Komplizen, den Taxifahrer Larry Giff, das Geld von Joe zurückzuholen. Die beiden zerren Joe in Giffs Taxi und nehmen ihm das Päckchen ab. Als sich herausstellt, dass es nur ein Nachthemd enthält, wird die Situation für Joe bedrohlich. Nachdem er Garsell mitgeteilt hat, dass Nick das Geld haben muss, kann er an einer roten Ampel fliehen.
Joe begibt sich auf die Suche nach Nick. Als er ihn schließlich findet, kommt er aber zu spät: Garsell hat ihm das Geld abgenommen und ihn erwürgt. Da die Polizei Joe als Mörder verdächtigt, versteckt er sich. Um seine Unschuld zu beweisen, will er den wahren Mörder entlarven und begibt sich auf die Suche nach Garsell. Als er dessen Ex-Freundin, die Nachtclub-Sängerin Harriette Sinton, ausfindig macht, gibt diese vor ihm helfen zu wollen, verrät ihn aber an Garsell und Larry. Garsell plant Joe zu ermorden und schlägt ihn bewusstlos. Anschließend erwürgt er Harriette, um sie als Mitwisserin auszuschalten, und verfrachtet beide in das Taxi, um sie in den Fluss zu werfen.
Kurz nach der Abfahrt des Taxis trifft die Polizei ein, die Garsell zwischenzeitlich als den Mörder von Lucille Colner ausgemacht hat. Es entwickelt sich eine Verfolgungsjagd durch die Straßen von Manhattan. Als Giff aufgeben will, erschießt ihn Garsell und zwingt den wieder zu Bewusstsein gekommenen Joe, das Steuer zu übernehmen. Um den Albtraum zu beenden, verursacht Joe absichtlich einen Unfall, bei dem sich der Wagen überschlägt. Als Garsell aus dem Wagen klettert und versucht wegzurennen, wird er von der Polizei erschossen. Joe wird verletzt aus dem Wagen geborgen. Kurz vor seinem Abtransport ins Krankenhaus erscheint Ellen am Unfallort und beide umarmen sich.

## Hintergrund
Premiere hatte Side Street am 14. Dezember 1949. In den Kinos der USA startete er am 23. März 1950. In Deutschland kam er nicht in die Kinos.